# Aletris nana
Aletris nana là một loài thực vật có hoa trong họ Nartheciaceae. Loài này được S.C.Chen mô tả khoa học đầu tiên năm 1981.